# 圣若泽-杜斯科尔代鲁斯
圣若泽-杜斯科尔代鲁斯是巴西帕拉伊巴州的一个市镇。总面积417.744平方公里，总人口3658人，人口密度8.8人/平方公里。